# Manque à virer
En navigation à voile, le manque à virer est une manœuvre de virement de bord qui a échoué,.  

## Causes
Le voilier ne réussit pas à changer d'amure et se retrouve arrêté, les voiles ne portant plus. 
Le manque à virer peut avoir plusieurs causes :
- Le voilier n'a pas assez de vitesse au moment où il entame le virement de bord
- La voile d'avant est bordée trop tôt sur l'autre amure
- Le barreur n'a pas assez poussé la barre
- Une mer formée a stoppé le voilier au milieu de la manœuvre alors que les voiles ne portaient plus

À la suite d'un manque à virer, le voilier se trouve presque immobile, non manœuvrant. Il peut même, en particulier dans le cas des multicoques, se mettre à culer. Pour sortir de cette position, il peut être nécessaire de border la voile d'avant à contre de manière à faire pivoter l'avant du bateau.